# Paljasvaara
Paljasvaara är en kulle i Finland.  Den ligger i Pelkosenniemi i landskapet Lappland, i den norra delen av landet, 800 km norr om huvudstaden Helsingfors. Toppen på Paljasvaara är 230 meter över havet.
Terrängen runt Paljasvaara är huvudsakligen platt. Trakten runt Paljasvaara är nära nog obefolkad, med mindre än två invånare per kvadratkilometer. Närmaste större samhälle är Pelkosenniemi, 14,9 km väster om Paljasvaara. 